# Фойт, Август фон
Рихард Якоб Август фон Фойт (нем. Richard Jakob August von Voit; 17 февраля 1801, Вассертрюдинген — 12 декабря 1870, Мюнхен) — немецкий архитектор. Сын архитектора Иоганна Михаэля Фойта.

## Биография
Август фон Фойт учился в Мюнхенской академии художеств у Фридриха фон Гертнера и продолжил образование в Италии и Франции. В своём творчестве Фойт придерживался романского стиля в образцах северогерманской и итальянской архитектуры. В 1840 году Фойт был назначен преемником Гертнера на кафедре и занимал эту должность до 1847 года. После смерти Гертнера Фойт был назначен главой высшего строительного ведомства в государственном строительном управлении. Наиболее известные работы Фойта — Стеклянный дворец и Новая пинакотека в Мюнхене. Похоронен на Старом Южном кладбище в Мюнхене.